# Liste des sites classés et inscrits de l'Oise
Cet article recense les sites protégés de l'Oise, en France.

## Statistiques
En 2020, l'Oise compte 60 sites protégés :
- 22 sites classés (289,57 km2, près de 5% du département) ;
- 38 sites inscrits (637,10 km2, près de 11% du département).

Deux sites sont à la fois classés et inscrits : le carrefour de l'armistice à Compiègne et la butte de sable de Pierrefonds.

## Liste

### Sites classés
| Réf.  | Site                                                                                           | Communes | Type                                  | Notes                       | Superficie (ha) | Date             | Coordonnées                      | Photo |
| ----- | ---------------------------------------------------------------------------------------------- | --- | ------------------------------------- | --------------------------- | --------------- | ---------------- | -------------------------------- | ----- |
| 60-20 | Promenade plantée d'arbres                                                                     | Gerberoy | Artistique                            |                             | 900             | 18 mars 1913     | 49° 32′ 03″ nord, 1° 51′ 08″ est |       |
| 60-01 | Le févier d'Amérique et le noyer noir d'Amérique                                               | Beauvais | Artistique                            |                             | 0,01            | 13 juin 1913     | 49° 26′ 00″ nord, 2° 04′ 45″ est |       |
| 60-08 | Promenade du Châtellier                                                                        | Clermont | Pittoresque                           |                             | 3,3             | 4 juin 1933      | 49° 22′ 55″ nord, 2° 25′ 01″ est |       |
| 60-06 | Place du Parterre                                                                              | Chambly | Pittoresque                           |                             | 1,29            | 7 mars 1936      | 49° 09′ 56″ nord, 2° 14′ 51″ est |       |
| 60-03 | Place de l'hôtel de ville                                                                      | Beauvais | Pittoresque                           |                             | 1,11            | 2 juin 1937      | 49° 25′ 49″ nord, 2° 04′ 56″ est |       |
| 60-11 | Grand parc du château                                                                          | Compiègne | Pittoresque                           |                             | 205,03          | 29 juin 1937     | 49° 24′ 50″ nord, 2° 51′ 14″ est |       |
| 60-19 | Jardin qui précédait le « pavillon électrique » démoli                                         | Ermenonville | Pittoresque                           |                             | 8,32            | 15 mai 1939      | 49° 07′ 31″ nord, 2° 41′ 18″ est |       |
| 60-18 | Façades et toitures du vieux moulin et des bâtiments qui l'accompagnent                        | Ermenonville | Pittoresque                           |                             | 0,84            | 18 mai 1942      | 49° 08′ 07″ nord, 2° 41′ 45″ est |       |
| 60-47 | Parc du château de Valgenceuse                                                                 | Senlis | Pittoresque                           |                             | 8,49            | 26 février 1943  | 49° 11′ 48″ nord, 2° 36′ 01″ est |       |
| 60-34 | Butte de sable                                                                                 | Pierrefonds | Pittoresque                           |                             | 0,55            | 4 août 1944      | 49° 21′ 02″ nord, 2° 58′ 41″ est |       |
| 60-37 | Château de Jonval et son parc                                                                  | Pierrefonds | Pittoresque                           |                             | 1,3             | 4 août 1944      | 49° 21′ 01″ nord, 2° 58′ 29″ est |       |
| 60-38 | Étang et parc de l'établissement thermal                                                       | Pierrefonds | Pittoresque                           |                             | 15,31           | 4 août 1944      | 49° 20′ 54″ nord, 2° 58′ 26″ est |       |
| 60-09 | Carrefour de l'armistice et ses abords                                                         | Compiègne | Historique                            |                             | 1,47            | 18 octobre 1946  | 49° 25′ 26″ nord, 2° 54′ 23″ est |       |
| 60-02 | Gisement fossilifère de Bracheux                                                               | Beauvais | Scientifique                          |                             | 0,97            | 17 décembre 1951 | 49° 25′ 51″ nord, 2° 07′ 22″ est |       |
| 60-07 | Domaine de Chantilly                                                                           | Apremont, Avilly-Saint-Léonard, Asnières-sur-Oise, Chantilly, Chaumontel, Coye-la-Forêt, Courteuil, Gouvieux, La Chapelle-en-Serval, Lamorlaye, Luzarches, Orry-la-Ville, Saint-Maximin, Senlis, Vineuil-Saint-Firmin                                             | Pittoresque                           | Également sur le Val-d'Oise | 6 553,48        | 28 décembre 1960 | 49° 11′ 27″ nord, 2° 29′ 09″ est |       |
| 60-22 | Domaine des Aigles                                                                             | Gouvieux | Pittoresque                           |                             | 221,27          | 28 décembre 1960 | 49° 10′ 48″ nord, 2° 26′ 50″ est |       |
| 60-28 | Domaine de Vallière                                                                            | Mortefontaine | Pittoresque                           |                             | 336,98          | 10 avril 1961    | 49° 07′ 12″ nord, 2° 36′ 44″ est |       |
| 60-44 | Parc du château d'Offémont                                                                     | Saint-Crépin-aux-Bois | Pittoresque                           |                             | 412,13          | 10 avril 1961    | 49° 27′ 22″ nord, 2° 59′ 59″ est |       |
| 60-26 | Parc situé aux abords de l'ancienne église abbatiale                                           | Morienval | Pittoresque                           |                             | 4,73            | 12 mars 1962     | 49° 17′ 42″ nord, 2° 55′ 20″ est |       |
| 60-23 | Forêt d'Halatte et ses glacis agricoles                                                        | Apremont, Aumont-en-Halatte, Beaurepaire, Chamant, Fleurines, Ognon, Pontpoint, Pont-Sainte-Maxence, Roberval, Senlis, Verneuil-en-Halatte, Villeneuve-sur-Verberie, Villers-Saint-Frambourg                                                                      | pittoresque, historique, scientifique |                             | 5 908,25        | 5 août 1993      | 49° 13′ 53″ nord, 2° 34′ 57″ est |       |
| 60-43 | Buttes de Rosne et la vallée de la Troesne                                                     | Chavençon, Fleury, Hénonville, Ivry-le-Temple, Lavilletertre, Monneville, Monts, Neuville-Bosc | Pittoresque                           |                             | 2 779,24        | 23 janvier 1996  | 49° 09′ 45″ nord, 2° 01′ 35″ est |       |
| 60-60 | Forêts d'Ermenonville, de Pontarmé, de Haute-Pommeraye, clairière et butte de Saint-Christophe | Apremont, Baron, Borest, Creil, Ermenonville, Fleurines, Fontaine-Chaalis, La Chapelle-en-Serval, Montagny-Sainte-Félicité, Mont-l'Évêque, Montlognon, Mortefontaine, Orry-la-Ville, Plailly, Pontarmé, Saint-Maximin, Senlis, Thiers-sur-Thève, Ver-sur-Launette | Historique, scientifique, pittoresque |                             | 12 473,47       | 28 août 1998     | 49° 09′ 11″ nord, 2° 38′ 21″ est |       |

### Sites inscrits
| Réf.  | Site                                                                                              | Communes | Type                    | Notes                       | Superficie (ha) | Date              | Coordonnées                      | Photo |
| ----- | ------------------------------------------------------------------------------------------------- | --- | ----------------------- | --------------------------- | --------------- | ----------------- | -------------------------------- | ----- |
| 60-17 | Domaine d'Ermenonville                                                                            | Ermenonville | Pittoresque             |                             | 357,53          | 22 février 1938   | 49° 07′ 25″ nord, 2° 41′ 34″ est |       |
| 60-12 | 30, rue des Domeliers                                                                             | Compiègne | Pittoresque             |                             | 0,42            | 10 octobre 1941   | 49° 24′ 55″ nord, 2° 49′ 26″ est |       |
| 60-58 | Château et son parc                                                                               | Songeons | Pittoresque             |                             | 6,32            | 18 juillet 1943   | 49° 32′ 43″ nord, 1° 51′ 27″ est |       |
| 60-30 | Château et son parc                                                                               | Ognon | Pittoresque             |                             | 163,75          | 3 novembre 1943   | 49° 14′ 05″ nord, 2° 38′ 30″ est |       |
| 60-13 | Chapelle de Vaux et ses abords                                                                    | Creil | Pittoresque             |                             | 0,04            | 23 juin 1944      | 49° 15′ 49″ nord, 2° 29′ 21″ est |       |
| 60-14 | Château de Vaux et ses abords                                                                     | Creil | Pittoresque             |                             | 2,27            | 23 juin 1944      | 49° 15′ 51″ nord, 2° 29′ 25″ est |       |
| 60-15 | Île de Creil                                                                                      | Creil | Pittoresque             |                             | 7,87            | 23 juin 1944      | 49° 09′ 29″ nord, 2° 27′ 50″ est |       |
| 60-16 | Parc Rouher                                                                                       | Creil | Pittoresque             |                             | 6,4             | 23 juin 1944      | 49° 15′ 32″ nord, 2° 28′ 17″ est |       |
| 60-32 | Abords de la gare                                                                                 | Pierrefonds | Pittoresque             |                             | 2,44            | 28 juillet 1944   | 49° 20′ 45″ nord, 2° 58′ 17″ est |       |
| 60-33 | Les abords du château, de la place publique et de la chaussée Deflubé                             | Pierrefonds | Pittoresque             |                             | 1,93            | 28 juillet 1944   | 49° 20′ 37″ nord, 2° 58′ 48″ est |       |
| 60-35 | Carrefour des rues du 8-Mai-1945 et Jean-Lenoir                                                   | Pierrefonds | Pittoresque             |                             | 0,78            | 28 juillet 1944   | 49° 21′ 03″ nord, 2° 58′ 52″ est |       |
| 60-36 | Carrefour des rues Melaine et de Fontenoy                                                         | Pierrefonds | Pittoresque             |                             | 0,95            | 28 juillet 1944   | 49° 21′ 14″ nord, 2° 58′ 59″ est |       |
| 60-34 | Butte de sable                                                                                    | Pierrefonds | Pittoresque             |                             | 5,39            | 4 août 1944       | 49° 21′ 02″ nord, 2° 58′ 41″ est |       |
| 60-39 | Étang (abords)                                                                                    | Pierrefonds | Pittoresque             |                             | 0,63            | 4 août 1944       | 49° 20′ 56″ nord, 2° 58′ 40″ est |       |
| 60-31 | L'église et la place de l'église                                                                  | Ognon | Pittoresque             |                             | 0,4             | 7 août 1944       | 49° 14′ 00″ nord, 2° 38′ 39″ est |       |
| 60-09 | Carrefour de l'armistice et ses abords                                                            | Compiègne | Historique              |                             | 30,27           | 18 septembre 1946 | 49° 25′ 26″ nord, 2° 54′ 23″ est |       |
| 60-45 | Propriété Naquet                                                                                  | Saint-Just-en-Chaussée | Pittoresque             |                             | 8,56            | 18 septembre 1946 | 49° 30′ 24″ nord, 2° 26′ 17″ est |       |
| 60-41 | Mont Calipet                                                                                      | Pontpoint, Pont-Sainte-Maxence | Pittoresque             |                             | 17,18           | 14 mars 1947      | 49° 17′ 52″ nord, 2° 36′ 40″ est |       |
| 60-04 | Parc du château                                                                                   | Betz | Pittoresque             |                             | 55,6            | 18 mars 1947      | 49° 09′ 26″ nord, 2° 57′ 06″ est |       |
| 60-27 | Domaine de Mortefontaine                                                                          | Mortefontaine | Pittoresque, Historique |                             | 46,62           | 27 mars 1947      | 49° 06′ 25″ nord, 2° 36′ 13″ est |       |
| 60-42 | Château, son parc et ses abords                                                                   | Roberval, Rhuis | Pittoresque             |                             | 43,13           | 27 mars 1947      | 49° 17′ 14″ nord, 2° 41′ 19″ est |       |
| 60-05 | Parc et château du Plessis-Chamant                                                                | Chamant | Pittoresque             |                             | 75,61           | 17 décembre 1948  | 49° 13′ 34″ nord, 2° 35′ 59″ est |       |
| 60-46 | Château royal et ses abords                                                                       | Senlis | Pittoresque             |                             | 1,26            | 17 décembre 1948  | 49° 12′ 15″ nord, 2° 35′ 03″ est |       |
| 60-48 | Façades sud de la rue de Beauvais                                                                 | Senlis | Pittoresque             |                             | 0,04            | 17 décembre 1948  | 49° 12′ 20″ nord, 2° 34′ 56″ est |       |
| 60-49 | Pavillon Saint-Martin et son parc                                                                 | Senlis | Pittoresque, Historique |                             | 10,26           | 17 décembre 1948  | 49° 12′ 04″ nord, 2° 34′ 31″ est |       |
| 60-50 | Hôtel Carter et ses abords                                                                        | Senlis | Pittoresque             |                             | 0,75            | 17 décembre 1948  | 49° 12′ 26″ nord, 2° 34′ 51″ est |       |
| 60-51 | Hôtel Parseval et ses jardins                                                                     | Senlis | Pittoresque             |                             | 0,33            | 17 décembre 1948  | 49° 12′ 19″ nord, 2° 34′ 47″ est |       |
| 60-52 | Place Saint-Pierre                                                                                | Senlis | Pittoresque             |                             | 0,19            | 17 décembre 1948  | 49° 12′ 23″ nord, 2° 35′ 14″ est |       |
| 60-53 | Places publiques du Parvis, Notre-Dame et Saint-Frambourg                                         | Senlis | Pittoresque             |                             | 700             | 17 décembre 1948  | 49° 12′ 24″ nord, 2° 35′ 08″ est |       |
| 60-54 | Plantation routière de l'avenue de Compiègne et les propriétés boisées situées de part et d'autre | Senlis | Pittoresque             |                             | 8,58            | 17 décembre 1948  | 49° 12′ 48″ nord, 2° 35′ 40″ est |       |
| 60-55 | Promenades, remparts et leurs abords                                                              | Senlis | Pittoresque             |                             | 19,26           | 17 décembre 1948  | 49° 12′ 10″ nord, 2° 34′ 55″ est |       |
| 60-56 | Hôtel sis 14 rue Bellon et ses abords                                                             | Senlis | Pittoresque             |                             | 0,39            | 17 décembre 1948  | 49° 12′ 20″ nord, 2° 35′ 17″ est |       |
| 60-57 | Rue de la Treille                                                                                 | Senlis | Pittoresque             |                             | 180             | 17 décembre 1948  | 49° 12′ 23″ nord, 2° 35′ 01″ est |       |
| 60-29 | Vallée de la Nonette                                                                              | Apremont, Aumont-en-Halatte, Avilly-Saint-Léonard, Barbery, Baron, Beaurepaire, Boran-sur-Oise, Borest, Brasseuse, Chamant, Chantilly, Courteuil, Coye-la-Forêt, Creil, Ermenonville, Ève, Fleurines, Fontaine-Chaalis, Fresnoy-le-Luat, Gouvieux, La Chapelle-en-Serval, Lagny-le-Sec, Lamorlaye, Le Plessis-Belleville, Les Ageux, Montagny-Sainte-Félicité, Montépilloy, Mont-l'Évêque, Montlognon, Mortefontaine, Ognon, Orry-la-Ville, Plailly, Pontarmé, Pontpoint, Pont-Sainte-Maxence, Raray, Rully, Rhuis, Roberval, Saint-Maximin, Senlis, Thiers-sur-Thève, Ver-sur-Launette, Verberie, Verneuil-en-Halatte, Vineuil-Saint-Firmin, Villeneuve-sur-Verberie, Villers-Saint-Frambourg | Pittoresque             |                             | 36 153,32       | 6 février 1970    | 49° 11′ 45″ nord, 2° 30′ 39″ est |       |
| 60-24 | Mont Ganelon                                                                                      | Bienville, Clairoix, Coudun, Janville, Longueil-Annel | Pittoresque             |                             | 548,05          | 1er avril 1971    | 49° 27′ 08″ nord, 2° 49′ 53″ est |       |
| 60-59 | Vexin français                                                                                    | Boubiers, Boury-en-Vexin, Bouconvillers, Chambors, Chaumont-en-Vexin, Chavençon, Courcelles-lès-Gisors, Delincourt, Fay-les-Étangs, Fleury, Hadancourt-le-Haut-Clocher, Hénonville, Ivry-le-Temple, Lattainville, Lavilletertre, Liancourt-Saint-Pierre, Lierville, Loconville, Monneville, Montagny-en-Vexin, Montjavoult, Monts, Neuville-Bosc, Parnes, Reilly, Serans, Tourly, Trie-Château, Trie-la-Ville, Vaudancourt | Pittoresque             | Également sur le Val-d'Oise | 24 989,1        | 25 octobre 1974   | 49° 13′ 07″ nord, 1° 51′ 59″ est |       |
| 60-10 | Centre urbain                                                                                     | Compiègne | Pittoresque             |                             | 71,73           | 5 février 1976    | 49° 25′ 04″ nord, 2° 49′ 32″ est |       |
| 60-21 | Gerberoy                                                                                          | Gerberoy | Pittoresque             |                             | 192,18          | 10 mars 1976      | 49° 32′ 02″ nord, 1° 50′ 58″ est |       |